# Chadachan
Chadachan (ros. Хадахан) – wieś (sieło) w Rosji, w obwodzie irkuckim, w Ust-Ordyńsko-Buriackim Okręgu Autonomicznym, w rejonie nukuckim. W 2010 liczyła 1001 mieszkańców.